# Annie Guillemot
Pour les articles homonymes, voir Guillemot.
Annie Guillemot, née le 27 janvier 1956 à Lyon, est une ingénieure des travaux publics de l'État, géographe et femme politique française, membre du Parti socialiste. Elle est sénatrice du Rhône et de la métropole de Lyon de 2014 à 2020.

## Biographie

### Élue locale
Membre du Parti socialiste, Annie Guillemot entre en politique en 1989 en étant élue conseillère municipale de Bron auprès du maire Jean-Jack Queyranne dont elle est adjointe chargée de la politique de la ville, de l'habitat et de l'urbanisme jusqu'en 1999. Cette année-là, elle est élue maire de Bron et réélue en 2001, 2008 et 2014. Elle est également conseillère communautaire du Grand Lyon à partir de 1995 et vice-présidente en 2002, chargée en 2008 de la mixité des fonctions urbaines.
En 1998, elle est élue conseillère régionale de Rhône-Alpes et devient présidente de la commission solidarités et politique de la ville. En 2001, elle abandonne ce mandat après avoir été élue conseillère générale du canton de Bron. Réélue en 2008, son mandat prend fin le 31 décembre 2014 avec la disparition du canton et la création de la Métropole de Lyon. De 2014 à 2020, elle est conseillère de la Métropole de Lyon, ainsi que vice-présidente chargée de l'enfance, des familles, de l'éducation et des collèges jusqu'au 10 juillet 2017. 
En septembre 2015, elle démissionne de ses fonctions de maire et est remplacée par son ancien adjoint Jean-Michel Longueval.

### Sénatrice
Candidate en seconde position sur la liste du Parti socialiste pour les élections sénatoriales du 28 septembre 2014 dans le Rhône, elle est élue sénatrice pour un mandat de six ans qui prend effet le 1er octobre suivant.
Elle fait partie du groupe socialiste et siège à la commission des Affaires économiques.
Le 4 octobre 2017, au lendemain des élections sénatoriales (renouvellement partiel -le Rhône n'est pas concerné), elle est devient secrétaire du Sénat et intègre ainsi le bureau du Sénat.
Elle soutient Benoît Hamon au second tour de la primaire citoyenne de 2017.
Elle ne se représente pas lors des élections sénatoriales du 27 septembre 2020.

### Présidentes d'organismes
De décembre 2012 à février 2015, elle est présidente du conseil d'administration d'EPARECA.
Le 11 juin 2015, elle est élue présidente du Syndicat mixte des transports pour le Rhône et l'agglomération lyonnaise (SYTRAL). Elle quitte cette fonction en 2017.

### Autres fonctions

#### Au niveau local
- Administratrice de l'Office Public d'Aménagement et de Construction (OPAC) du Rhône.
- Administratrice du Centre Hospitalier Spécialisé du Vinatier.
- Administratrice du Fonds d’Aménagement Urbain (FAU) Rhône-Alpes.
- Administratrice des Hospices Civils de Lyon.
- Présidente du Sytral

#### Au niveau national
- Membre de l'Observatoire de la laïcité (nommé par le Premier ministre Jean-Marc Ayrault le 5 avril 2013)[5].
- Vice-présidente de l’Association des maires de France (AMF).
- Présidente du Conseil social de l’Union sociale pour l’habitat (USH).
- Membre du Conseil national de l’habitat (CNH).
- Membre du comité de suivi du DALO (Droit au logement opposable).
- Membre de l'Association des maires de ville & banlieue de France (AMVBF).

## Distinctions
- Chevalière de la Légion d'honneur (2013)[6]
- Chevalière de l'ordre national du Mérite (1999)[7].